# Nikiszowiec

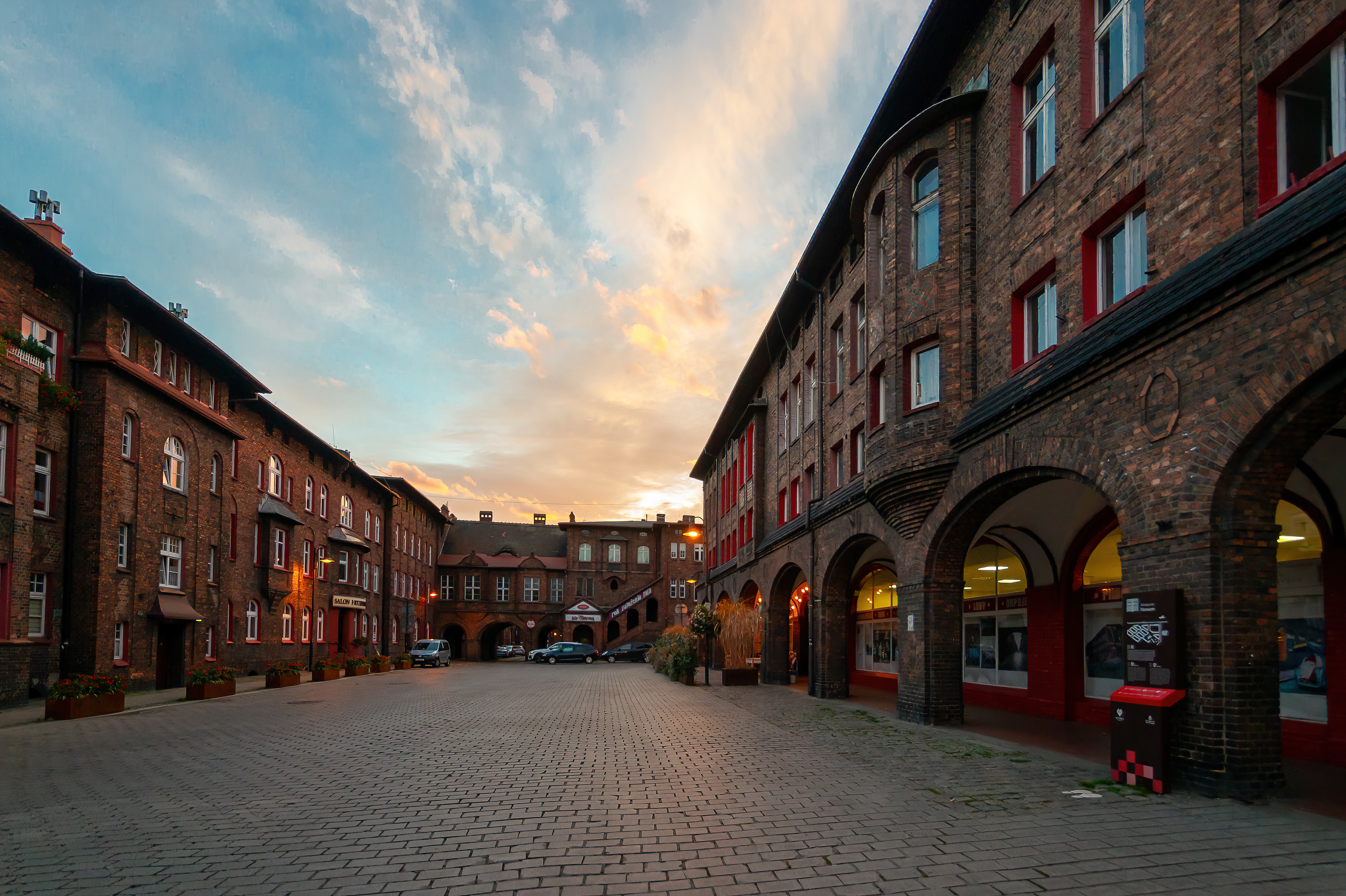
Utsikt över torget i Nikiszowiec.

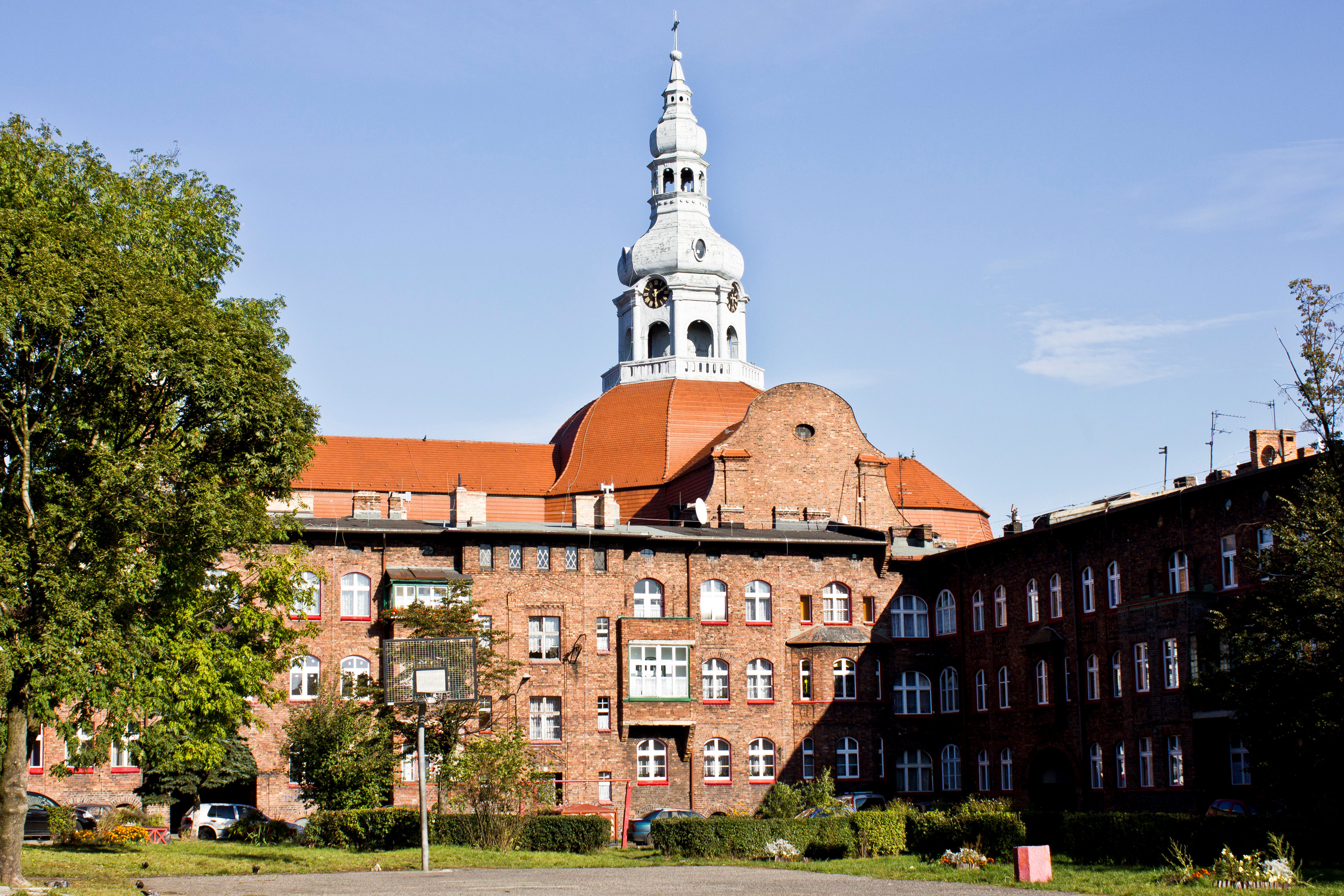
Bostadshus i Nikiszowiec. Kupolen på Sankta Annas kyrka syns i bakgrunden.

Nikiszowiec är ett historiskt distrikt i Katowice, Polen. Distriktet uppfördes under 1900-talets början och ritades av kusinerna Emil och Georg Zillmann. Inspiration till distriktet hade hämtats hos den brittiske stadsplaneraren Ebenezer Howard. Distriktet är tätbebyggt, och byggnaderna som i regel är uppförda i tre våningar har rött tegel och röda fönsterkarmar. Arkitekturen speglar traditionell, lantlig stil i Övre Schlesien. Kyrkan, som invigdes 1927, är uppförd i nybarock stil. Som mest bodde cirka 4 000 arbetare i distriktet.
2011 lades distriktet till i den nationella polska listan över skyddade historiska monument, och det är även en del av den europeiska kulturvägen för industriarv.

## Arkitektur
Nikiszowiec uppfördes av Georg von Giesches Erben-koncern, och ritades av två arkitekter, kusinerna Emil och Georg Zillmann från Charlottenburg. Det var vid tiden mycket ovanligt att arbetarbostäder var arkitektritade.
Disponenten vid Erben-koncernen Anton Uthemann hade funnit stort intresse i stadsplaneraren Ebenezer Howards "Garden Cities of Tomorrow" (1902), där begreppet trädgårdsstad myntades: kvarter fyllda med grönska och invånarvänlig design, som ett sätt att lösa storstäders växande sociala problem. Enskede trädgårdsstad och Äppelviken är exempel på liknande trädgårdsstäder i Sverige. Uthemann tog initiativ till både Nikiszowiecs och närliggande Giszowiecs tillkomst.
Kusinerna Zillmann hämtade dock även inspiration från traditionell schlesiska arkitektur. Formen på tak och fönster inspirerades av hur husen på landsbygden ser ut i Övre Schlesien. Byggnaderna är uppförda i rött tegel, och fönsterkarmar är i regel karakteristiskt rödmålade.

## Tillkomst

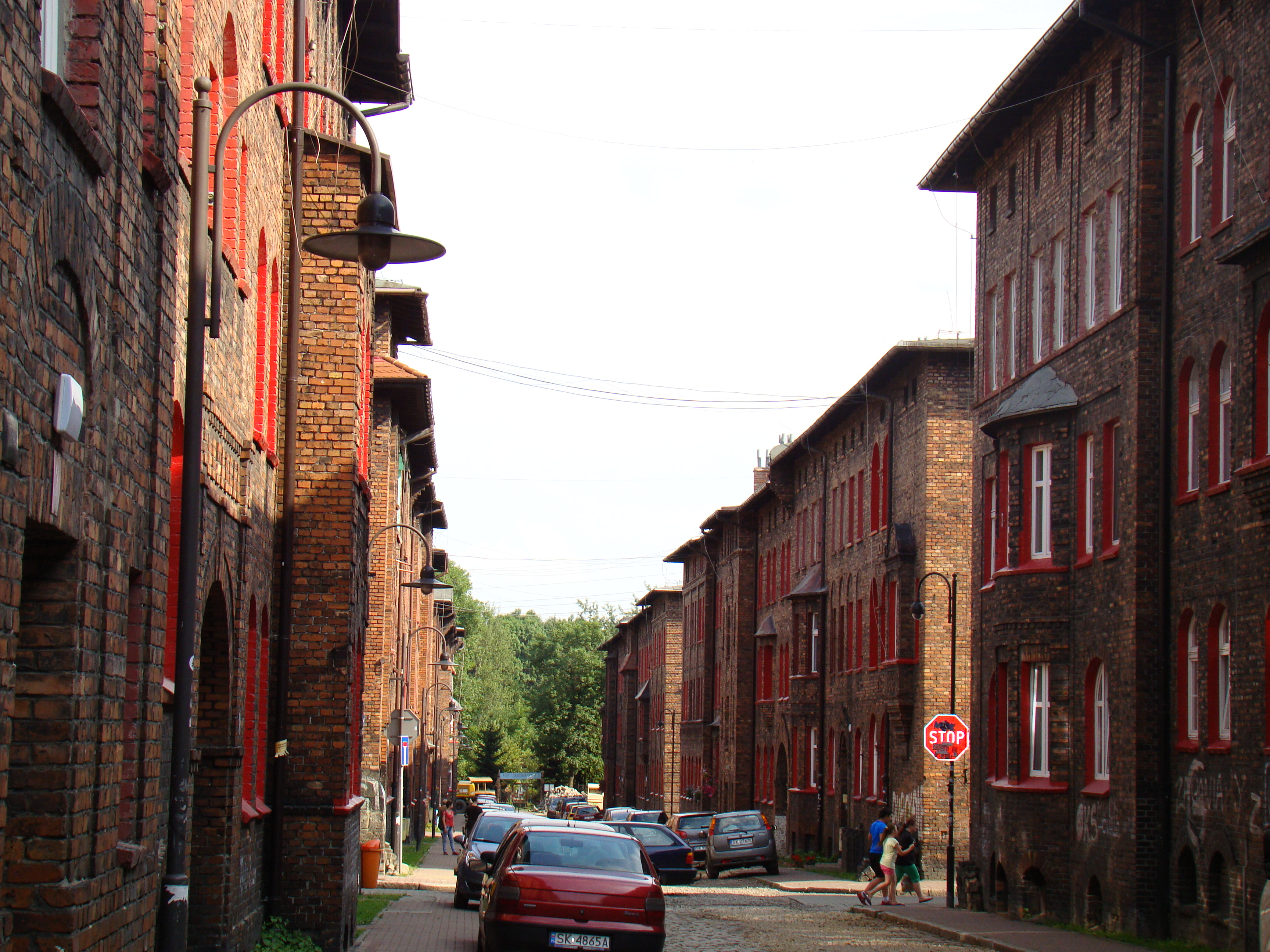
Typisk gata i Nikiszowiec.

Kvarteret uppfördes för industri- och gruvarbetare under 1900-talets början, av vilka många pratade schlesiska. Före distriktets tillkomst var platsen täckt av skog. När man under 1800-talet upptäckte rika kolfyndigheter började Giesche's Erben köpa upp potentiella gruvorter för utvinning. Med ett stort antal nya anställda behövdes också bostäder, med drägliga levnadsvillkor. Det första distriktet som byggdes var Giszowiec, som uppfördes mellan 1906 och 1910. Det fanns bistäder för 600 arbetarfamiljer och 36 prästfamiljer, samt fem bostäder där enskilda arbetare kunde bo. I alla bostäderna fanns el installerat, och vatten pumpades upp från gatuplan. Det fanns stora trädgårdar.
Nikiszowiec började uppföras 1908, och de flesta bostadshusen var färdigställda 1915. Första världskriget tvingade dock byggnationen att temporärt pausas, och en andra konstruktionsfas ägde rum mellan 1920 och 1924.

## Distriktet

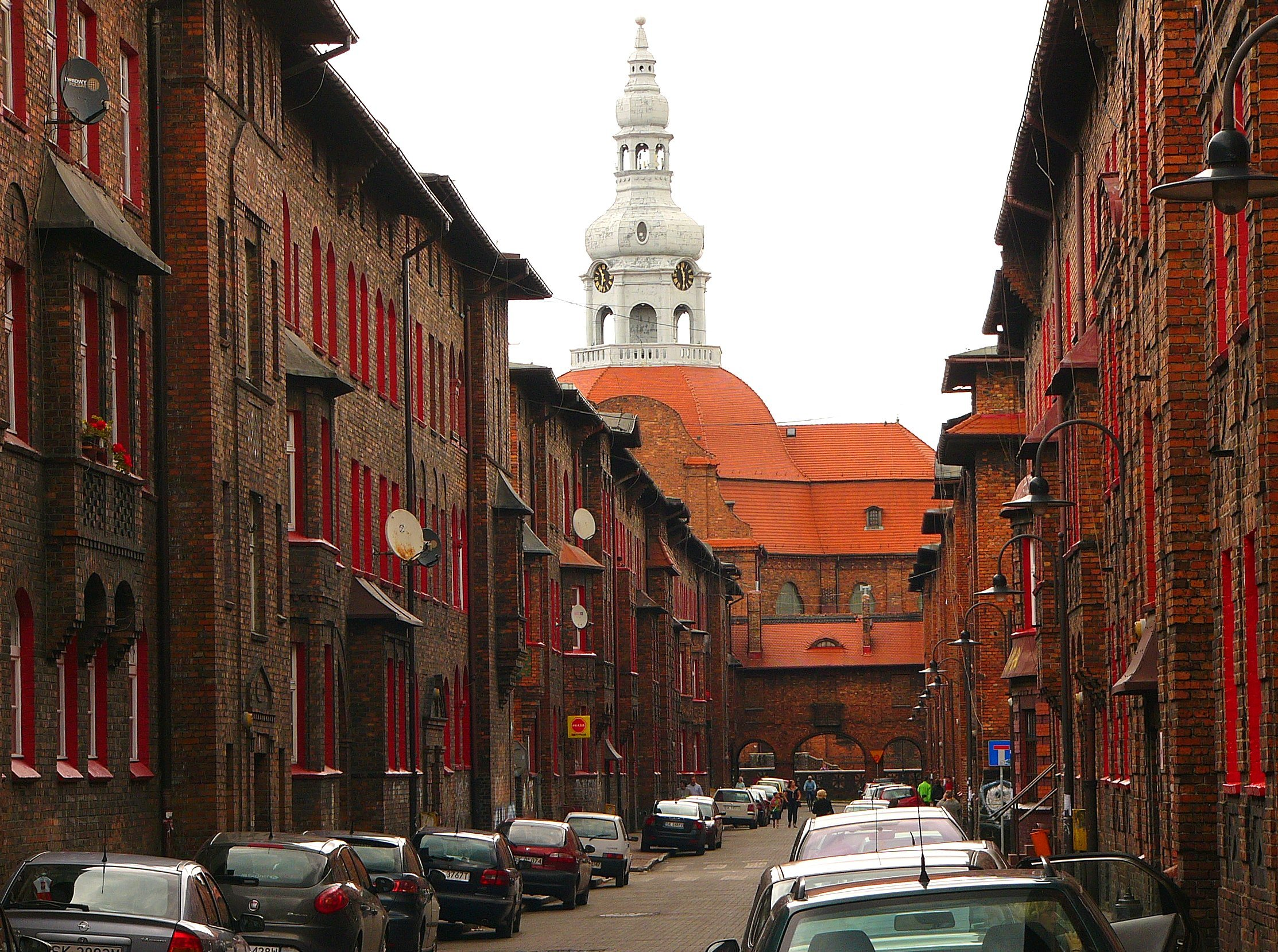
Sankta Annas kyrka i slutet av gatan.

Nikiszowiec var betydligt större än Giszowiec, uppfört i nio tätbebyggda kvarter med trevåningshus i rött tegel. Samtliga lägenheter hade elektricitet, avlopp och rinnande vatten, vilket tidigt gjorde dem moderna. I vissa hus fanns även centralvärme. Utöver bostadshus innehöll kvarteret även bland annat en kyrka, förskolor och skolor, affärer och sjukhus, samt badhus, tvätteri och kemtvätt med mangel. Skolor och sjukhus drevs av Sankta Hedvigs systrar. Där fanns även administrativa byggnader. En järnväg på nästan 4 km knöt även samman Giszowiec med Nikiszowiec samt distriktet Szopienice i närheten, där arbetare och familjer kunde röra sig gratis. Järnvägen var i drift till 1977.
Sankta Anna kyrka, som uppfördes i en nybarock arkitektur och invigdes 1927, kunde husera upp till 4 000 församlingsmedlemmar under mässa, vilket nästan var hela Nikiszowiecs invånarantal. Det var den sista byggnaden som uppfördes enligt kusinerna Zillmanns ritningar. Därefter uppfördes även ett stadshus, ritat av Tadeusz Michejda i modernistisk stil.
Under första världskriget vårdades många tyska soldater från östfronten i distriktets sjukhus. Det medförde att en tyfus-epidemi bröt ut. Under andra världskriget konfiskerades fyra av kyrkans fem kyrkklockor av Wehrmacht. Efter andra världskriget revs även svinstior och brödugnar ner, då invånarna skulle köpa mat i affärer. Ytorna ersattes av parker och lekplatser. I övrigt klarade sig distriktet nästan oskadat ur världskrigen.

## I kulturen
Flera polska filmer har spelats in i Nikiszowiec. Bland annat Kazimierz Kutz filmer "Perła w koronie" (Kronans juvel) och "Sól ziemi czarnej" (Den svarta jordens salt), Radosław Piwowarskis "Kolejność Uczuć" (Känslornas ordning) från 1993 samt Lech Majewskis "Angelus".
2011 lades distriktet till i den nationella polska listan över skyddade historiska monument, där även det i Katowice belägna schlesiska parlamentet ingår. Sedan 2010 är Nikiszowiec, som del av en särskild kulturväg med industrimonument, en del av Europeiska kulturvägen för industriarv (ERIH). När distriktet lades till var det som del av den enda central- och östeuropeiska kulturvägen.
Sedan 2001 finns det största privata konstgalleriet i Polen i Nikiszowiec. I utställningslokalerna, som nästan är 2 500 kvadratmeter stora, ställs modern konst ut, i synnerhet av yngre konstnärer som ännu är relativt okända.